# Tim Daggett
Timothy Daggett, detto Tim (Springfield, 22 maggio 1962), è un ex ginnasta statunitense.

## Palmarès

### Olimpiadi
- 2 medaglie:
  - 1 oro (Los Angeles 1984 nel concorso a squadre)
  - 1 bronzo (Los Angeles 1984 nel cavallo con maniglie)